# Jawalamukhi
Jawalamukhi is een nagar panchayat (plaats) in het district Kangra van de Indiase staat Himachal Pradesh. 

## Demografie
Volgens de Indiase volkstelling van 2001 wonen er 4.931 mensen in Jawalamukhi, waarvan 52% mannelijk en 48% vrouwelijk is. De plaats heeft een alfabetiseringsgraad van 77%. 